# Janine Lindemulder
Janine Marie Lindemulder, znana także jako Janine Marie James (ur. 14 listopada 1968 w La Mirada) – amerykańska modelka i aktorka pornograficzna. W 2002 została umieszczona na jedenastym miejscu na liście 50. największych gwiazd branży porno wszech czasów przez periodyk Adult Video News. Wystąpiła jako pielęgniarka w wideoklipie Blink-182 „What's My Age Again?” (1999) i była na okładce albumu Enema of the State (1999).

## Życiorys

### Początek kariery
Urodziła się w La Mirada w stanie Kalifornia. W 1986 ukończyła szkołę średnią. Była fotomodelką magazynu „Penthouse”, w grudniu 1987 została Playmate miesiąca, a w 1990 startowała do tytułu Playmate Roku. 
Lindemulder próbowała na początku swojej ekranowej kariery zaistnieć w filmach mainstreamowych. W 1988 wystąpiła po raz pierwszy w roli aktorskiej jako Allison Spencer we włoskim dreszczowcu Bersaglio sull'autostrada (1988) u boku Ernesta Borgnine, Stuarta Whitmana i Lindy Blair. Znalazła się potem w obsadzie innych filmów głównego nurtu niższego szczebla, w tym w komedii Lauderdale (1989), filmie sensacyjnym Zimny gniew (Caged Fury, 1990) z Michaelem Parksem i Erikiem Estradą oraz komedii Części intymne (Private Parts, 1997) z Howardem Sternem.

### Kariera w przemyśle porno
Jej pierwszym filmem porno był Hidden Obsessions (1992) w reżyserii Andrew Blake’a, gdzie nie miała sceny z mężczyzną. W kwietniu 1993 romansowała z Vince’em Neilem, wokalistą glammetalowego zespołu Mötley Crüe, a ich nagrane sceny seksualne zostały opublikowane na wideo Janine and Vince: Hawaiian Adventure (1998). 
W 1999 ogłosiła, że odchodzi z branży filmów dla dorosłych, aby rozpocząć karierę jako nauczycielka w przedszkolu i poświęcić swój czas na wychowanie dziecka. W kwietniu 2004 podpisała kontrakt ze swoją dawną firmą, Vivid Video, i zagrała w ośmiu filmach. Po raz pierwszy wzięła udział w scenie z mężczyzną w Maneater (2004) z Nickiem Manningiem, a potem w scenie triolizmu z Dale’em DaBone i Evanem Stone’em w filmie Vivid Video Janine's Got Male (2005) w reż. Paula Thomasa. Kiedy umowa z Vivid wygasła, podpisała kontrakt z Digital Playground i wystąpiła w kilku filmach tej firmy, w tym jako Serena w parodii porno Piraci (Pirates, 2005), a za występ otrzymała AVN Award w kategoriach: najlepsza aktorka i najlepsza scena seksu samych dziewczyn z Jesse Jane. 
Próbowała także innych form rozrywki - z Julią Ann stworzyła taneczny duet Blondage.

## Życie prywatne
W latach 1988–1996 była żoną Granta S. Motshagena, z którym ma syna Tylera Granta (ur. 12 lipca 1991). Spotykała się z muzykiem Jani Lane. 20 października 2002 wyszła za mąż za konstruktora motocyklowego Jessego JamesaMają córkę Sunny (ur. 1 stycznia 2004). Rozwiedli się w 2004. W lipcu 2009 poślubiła Jeremy’ego Aikmana, lecz w 2010 doszło do rozwodu.

## Nagrody
| Rok  | Nagroda      | Kategoria                                            | Film                            | Inni wykonawcy |
| ---- | ------------ | ---------------------------------------------------- | ------------------------------- | -------------- |
| 1994 | XRCO Award - | Najlepsza scena samych dziewczyn                     | Hidden Obsessions (1992)        | Julia Ann      |
| 1994 | AVN Award -  | Najlepsza scena samych dziewczyn w Hidden Obsessions | Hidden Obsessions (1992)        | Julia Ann      |
| 1997 | AVN Award    | Najlepsza złośnica w                                 | Janine: Extreme Close Up (1996) | –              |
| 2000 | AVN Award    | Najlepsza aktorka drugoplanowa                       | Seven Deadly Sins (1999)        | –              |
| 2000 | AVN Award    | Najlepsza scena samych dziewczyn                     | Seven Deadly Sins (1999)        | Julia Ann      |
| 2006 | AVN Award    | Najlepsza aktorka                                    | Piraci (2005)                   | –              |
| 2006 | AVN Award    | Najlepsza scena samych dziewczyn                     | Piraci (2005)                   | Jesse Jane     |
| 2006 | XRCO Award   | MILF Roku                                            | –                               | –              |
| 2006 | XRCO Award   | XRCO Hall of Fame                                    | –                               | –              |
| 2007 | AVN Award    | Najlepsza scena seksu w parze - wideo                | Emperor (2006)                  | Manuel Ferrara |
| 2007 | AVN Award    | AVN Hall of Fame                                     | –                               | –              |
| 2015 | Inked Awards | Inked Hall of Fame                                   | –                               | –              |

## Filmografia
| Rok  | Tytuł                                                                      | Rola                 | Reżyser             |
| ---- | -------------------------------------------------------------------------- | -------------------- | ------------------- |
| 1988 | Bersaglio sull'autostrada                                                  | Allison Spencer      | Marius Mattei       |
| 1989 | Lauderdale                                                                 | Heather Lipton       | Bill Milling        |
| 1990 | Zimny gniew (Caged Fury)                                                   | Lulu                 | Bill Milling        |
| 1997 | Części intymne (Private Parts)                                             | żona dyrektora obozu | Betty Thomas        |
| 1998 | Denial                                                                     | w roli samej siebie  | Adam Rifkin         |
| 2003 | Fluffy Cumsalot, Porn Star (film dokumentalny)                             | w roli samej siebie  | Nathan S. Garfinkel |
| 2005 | Piraci (Pirates)                                                           | Serena               | Joone               |
| 2009 | Naked Ambition: An R Rated Look at an X Rated Industry (film dokumentalny) | w roli samej siebie  | Michael Grecco      |
| 2015 | X-Rated: The Greatest Adult Stars of All-Time (film dokumentalny)          | w roli samej siebie  | Bryn Pryor          |